# Eduard Rüppell

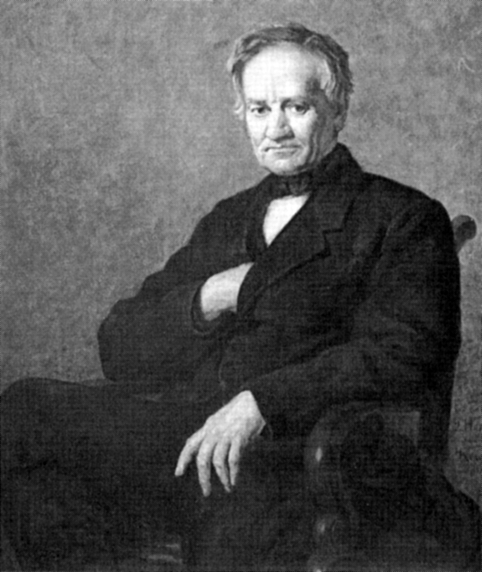
Eduard Rüppell

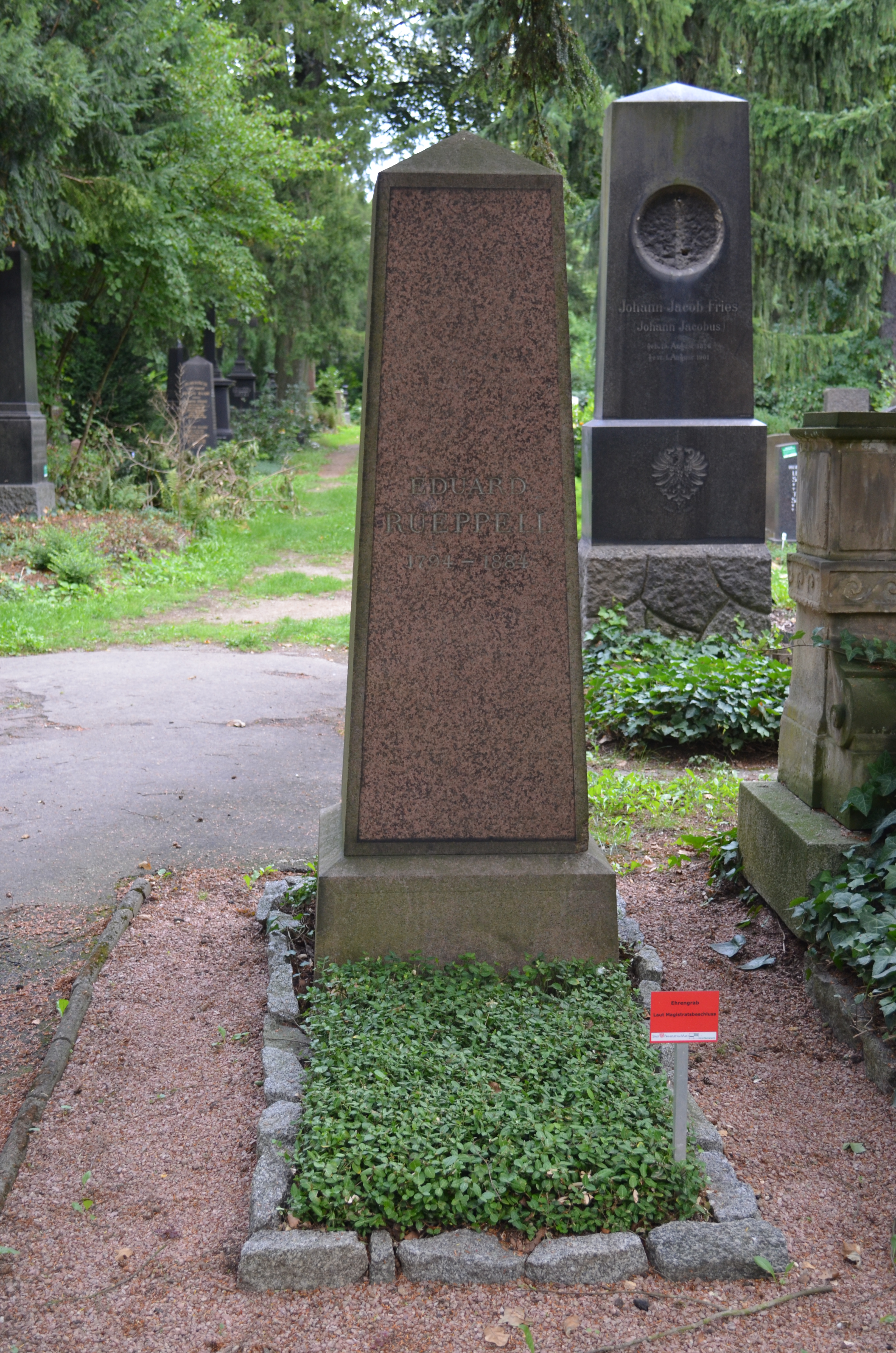
Ehrengrab von Eduard Rüppell auf dem Frankfurter Hauptfriedhof

Wilhelm Peter Eduard Simon Rüppell (* 20. November 1794 in Frankfurt am Main; † 10. Dezember 1884 ebenda) war ein deutscher Naturwissenschaftler und Afrikaforscher.

## Leben und Wirken
Rüppells Eltern waren Simon Rüppell (1759–1812) und dessen Ehefrau Elisabeth Arstenius († 1812), aus Hanau. Sein Vater war seit 1780 kurhessischer Oberpostmeister und gründete 1798 zusammen mit seinem Schwager Louis Harnier (1768–1855) das Bankhauses „Rüppell & Harnier“ in Frankfurt. Er wurde Hofbankier des Landgraf von Hessen und Geheimer Finanzrat. Ein Verwandter, Wilhelm von Harnier, war ebenfalls Afrikaforscher.
Rüppell erlernte als Sohn eines Bankiers zunächst das Bankwesen. Finanziell unabhängig, unternahm er 1817 eine erste Reise nach Ägypten. 1822 bis 1827 unternahm er eine Forschungsreise an den Golf von Akaba, das Rote Meer und nach Nubien.
Nach Sichtung und Bearbeitung der Sammlungen ging er 1831 bis 1834 auf eine weitere Reise, diesmal nach Abessinien, von der er unter anderem eine Reihe von Handschriften mitbrachte, die sich heute in der Frankfurter Universitätsbibliothek befinden.
1834 stiftete er mit seinem Freund, dem Kunstmäzen Heinrich Mylius, und mit Marquard Georg Seufferheld, das Geld für eine Goethe-Skulptur, die in der Frankfurter Stadtbibliothek aufgestellt werden sollte. Sie beauftragten den Mailänder Bildhauer Pompeo Marchesi. 1839 war die überlebensgroße Figur aus Carrara-Marmor fertiggestellt. Sie zeigte Goethe sitzend im Stil eines römischen Senators. Rüppel transportierte die Skulptur im Winter 1839 persönlich über die Alpen. Am 15. April 1840 wurde das Denkmal in der Eingangshalle der Bibliothek aufgestellt. Es ging beim Luftangriff am 22. März 1944, Goethes Todestag, unter.
1841 wurde er zweiter Direktor der von ihm mitgegründeten Senckenbergischen Naturforschenden Gesellschaft. Von 1849 bis 1850 unternahm er seine letzte Reise nach Afrika. Die auf seinen Reisen zusammengetragenen Präparate wurden zum Grundstock für das Senckenbergmuseum in Frankfurt.
In zoologischen Fachkreisen wurde er durch seine Erstbeschreibung der vorher unerforschten Nacktmulle unter dem wissenschaftlichen Namen Heterocephalus glaber im Jahr 1842 in der äthiopischen Provinz Shewa bekannt.
Nach Zerwürfnis mit der Senckenbergischen Naturforschenden Gesellschaft wandte er sich der Numismatik zu. Seiner Heimatstadt schenkte er Bestände Frankfurter Medaillen, von Münzen der Ptolemäer und von Münzen der römischen Kaiser in Alexandria. Nach der Annexion Frankfurts durch die Preußen 1866 floh er nach Zürich, kehrte aber bald zurück. Nach 1870 lebte er zurückgezogen in Frankfurt, hoch geehrt für seine Verdienste auf dem Gebiet der Zoologie, Mineralogie, Paläografie, Geografie und Numismatik.
Eduard Rüppell ist auf dem Hauptfriedhof begraben. Sein Grab wurde durch Magistratsbeschluss zum Ehrengrab bestimmt. 

## Ehrungen
1829 wurde Rüppell zum Mitglied der Deutschen Akademie der Naturforscher Leopoldina gewählt. Als 1838 die Société Cuvierienne gegründet wird, war er eines der 140 Gründungsmitglieder der Gesellschaft.
Als erster Ausländer erhielt er 1839 in London die Goldene Medaille der Royal Geographical Society.
Die Eduard-Rüppell-Straße in Frankfurt-Dornbusch nach ihm benannt. Der Verein für Geographie und Statistik zu Frankfurt am Main (die heutige Frankfurter Geographische Gesellschaft) vergab ab 1894 die Eduard-Rüppell-Medaille.
Fünf Tiergattungen und 79 Tier- und Pflanzenarten sind nach ihm benannt, darunter der Rüppellfuchs, der Rüppellpapagei, der Rüppellwürger und die Rüppellseeschwalbe. Auch die Pflanzengattung Rueppelia A.Rich.  aus der Familie der Hülsenfrüchtler (Fabaceae) ist nach ihm benannt.

## Schriften (Auswahl)
- Atlas zu der Reise im nördlichen Afrika. Brönner, Frankfurt 1826–1828. doi:10.5962/bhl.title.53779
- Reise in Nubien, Kordofan und dem peträischen Arabien vorzüglich in geographisch-statistischer Hinsicht. Friedrich Wilmans, Frankfurt am Main 1829 Digitalisat
- Fortsetzung der Beschreibung und Abbildung mehrerer neuer Fische, im Nil entdeckt. Brönner, Frankfurt 1829 doi:10.5962/bhl.title.14871
- Beschreibung und Abbildung mehrerer neuer Fische, im Nil entdeckt. Brönner, Frankfurt 1829 doi:10.5962/bhl.title.14870
- Reise in Abyssinien. 2 Bände und Atlas. Schmerber, Frankfurt 1838–1840.
- Neue Wirbelthiere zu der Fauna von Abyssinien gehörig. Schmerber, Frankfurt 1835–1840. doi:10.5962/bhl.title.53778
- Systematische Uebersicht der Vögel Nord-Ost-Afrika’s. nebst Abbildung und Beschreibung von fünfzig Theils unbekannten, Theils noch nicht bildlich dargestellten Arten. S. Schmerber’sche Buchhandlung, Frankfurt 1845 doi:10.5962/bhl.title.51961
- Beschreibung und Abbildung der Schaumünzen, welche zum Angedenken von Bewohnern Frankfurts gefertigt wurden. Adelmann, Frankfurt 1855.